# Kaitlin Nobbs
Kaitlin Nobbs, née le 24 septembre 1997 à Newington, est une joueuse australienne de hockey sur gazon. Elle évolue au poste de milieu de terrain au NSW Arrows et avec l'équipe nationale australienne.
Elle a participé aux Jeux olympiques d'été de 2020.

## Carrière

### Coupe du monde
- Top 8 : 2018

### Coupe d'Océanie
- : 2017
- : 2019

### Jeux olympiques
- Top 8 : 2020